# Dypsis mocquerysiana
Dypsis mocquerysiana är en enhjärtbladig växtart som först beskrevs av Odoardo Beccari, och fick sitt nu gällande namn av Odoardo Beccari. Dypsis mocquerysiana ingår i släktet Dypsis och familjen Arecaceae. IUCN kategoriserar arten globalt som nära hotad. Inga underarter finns listade i Catalogue of Life.